# ماریا ماگدالنا کوریش
ماریا ماگدالِنا کِوِریش/ کِوِریگ (آلمانی: Maria Magdalena Keverich/ Keverig) معروف به ماریا ماگدالِنا فان بتهوون (به آلمانی: Maria Magdalena van Beethoven) (زادهٔ ۱۹ دسامبر ۱۷۴۶ - درگذشتهٔ ۱۷ ژوئیهٔ ۱۷۸۷) مادرِ لودویگ فان بتهوون، آهنگساز بزرگ آلمانی بود.
او دخترِ یوهان هاینریش کِوِریش (Johann Heinrich Keverich‏، ۱۷۰۱–۱۷۵۹) و آنا کلارا وِستورف (Anna Klara Westorff‏، ۱۷۰۷–۱۷۶۸) بود. پدر ماگدالنا اصالت اسلاوی داشت. والدینش در ۱۷۳۱ ازدواج کرده بودند. پدرش، یوهان، در حوزهٔ انتخابیهٔ تری‌یر، در روستای «اِهرِنْبرایت‌اشتاین» سرآشپزِ اسقف اعظم تریر بود و ماریا ماگدالِنا در همین روستا زاده شد.

## ازدواج
ماریا یک بار در ۳۰ ژانویهٔ ۱۷۶۳، در ۱۶سالگی، با مردی به نام یوهان گِئورگ لِیم، که اسقفِ شهرِ تری‌یر بود، ازدواج کرد. لِیم در ۲۸ نوامبر ۱۷۶۵ درگذشت و ماریا پیش از آن‌که به ۱۹سالگی برسد، بیوه شد.
ماریا ماگدالِنا با ارکسترِ دربار ارتباطاتِ خانوادگی داشت. او و همسرِ آینده‌اش، یوهان فان بتهوون (۱۷۴۰–۱۷۹۲)، ظاهراً در سفر به اِرِنبرایتشتاین با یکدیگر آشنا شدند. آن دو در ۱۲ نوامبر ۱۷۶۷ در کلیسای کاتولیک رمیگیوس، بن با همدیگر ازدواج کردند و نام ماریا ماگدالِنا کِوِریش بعد از ازدواج به «ماریا ماگدالِنا فان بتهوون» تغییر یافت.

### فرزندان
حاصلِ ازدواجِ یوهان و ماریا ماگدالِنا، هفت فرزند بود که سه تن از آنان به بزرگ‌سالی رسیدند. آهنگسازِ بزرگ فرزندِ دومشان بود:
1. لودویگ ماریا فان بتهوون (۲ آوریل ۱۷۶۹ – ۶ آوریل ۱۷۶۹)
2. لودویگ فان بتهوون (۱۶ مارس ۱۷۷۰، بن، کورکُلن[۳] - ۲۶ مارس ۱۸۲۷، وین)
3. کاسپار آنتون کارل فان بتهوون (۸ آوریل ۱۷۷۴ – ۱۵ نوامبر ۱۸۱۵)
4. نیکولاوس یوهان فان بتهوون (۲ اکتبر ۱۷۷۶ – ۱۲ ژانویهٔ ۱۸۴۸)
5. آنا ماریا فرانتسیسکا فان بتهوون (۲۳ فوریهٔ ۱۷۷۹ – ۲۷ فوریهٔ ۱۷۷۹)
6. فرانتس گِئورگ فان بتهوون (۱۷ ژانویهٔ ۱۷۸۱ – ۱۶ اوت ۱۷۸۳)
7. ماریا مارگارِته یوزِفا فان بتهوون (۵ مهٔ ۱۷۸۶ – ۲۶ نوامبر ۱۷۸۷).

## مرگ
ماریا ماگدالِنا در ۱۷ ژوئیهٔ ۱۷۸۷ (در ۴۰سالگی)، زمانی که بتهوون هنوز به ۱۷سالگی نرسیده بوده، بر اثر بیماری سل درگذشت. بتهوون از مرگِ مادرش به‌عنوان یکی از تلخ‌ترین حوادث زندگی‌اش یاد کرده‌است. او در گورستان قدیمیِ شهر بُن به خاک سپرده شده‌است.